# تسوروتا کوجی
تسوروتا کوجی (انگلیسی: Kōji Tsuruta؛ ۶ دسامبر ۱۹۲۴ –  ۱۶ ژوئن ۱۹۸۷) یک خواننده، و هنرپیشه اهل ژاپن بود. وی بین سال‌های ۱۹۴۸ تا ۱۹۸۷ میلادی فعالیت می‌کرد.
از فیلم‌ها یا برنامه‌های تلویزیونی که وی در آن نقش داشته است می‌توان به سامورایی ۲: دوئل در معبد ایچی‌جوجی، طعم چای سبز روی برنج، سامورائی ۳: دوئل در جزیره گان‌ریو اشاره کرد.